# Černá skála (Krkonoše)
Černá skála (německy Schwarze koppe či též Dreistein) je hora v Krkonoších, 3 km jižně od Horních Míseček a 3,5 km jihozápadně od Špindlerova Mlýna.

## Určení výšky
Na vrcholu se tyčí tři vrcholová skaliska, jejichž nadmořské výšky byly určeny geodetickým měřením provedeným autory projektu Tisícovky Čech, Moravy a Slezska. Prostřední skalisko je se zábradlím a geodetickým bodem a dosahuje nadmořské výšky 1040 m (geodetický bod má výšku 1039 m). Severní dosahuje výšky 1041 m a nejvyšší skaliskem je jižní s výškou 1042 m. Dle Základní báze geografických dat České republiky (ZABAGED) dosahuje nejvyšší bod nadmořské výšky 1042 m. A dle základní topografické mapy ČR dosahuje vrchol výšky 1036 m.

## Přístup
Nejjednodušší přístup je po červeně značené Bucharově cestě, pojmenované po Janu Bucharovi (1859–1932), řídícímu učiteli a propagátorovi lyžování a turistiky v Krkonoších. Ta vede z Horních Míseček přes Mechovinec, přímo kolem vrcholové skály (asi 4 km) a dál pokračuje na Šeřín, rozcestí Na Rovince a Zadní a Přední Žalý.

## Fotogalerie

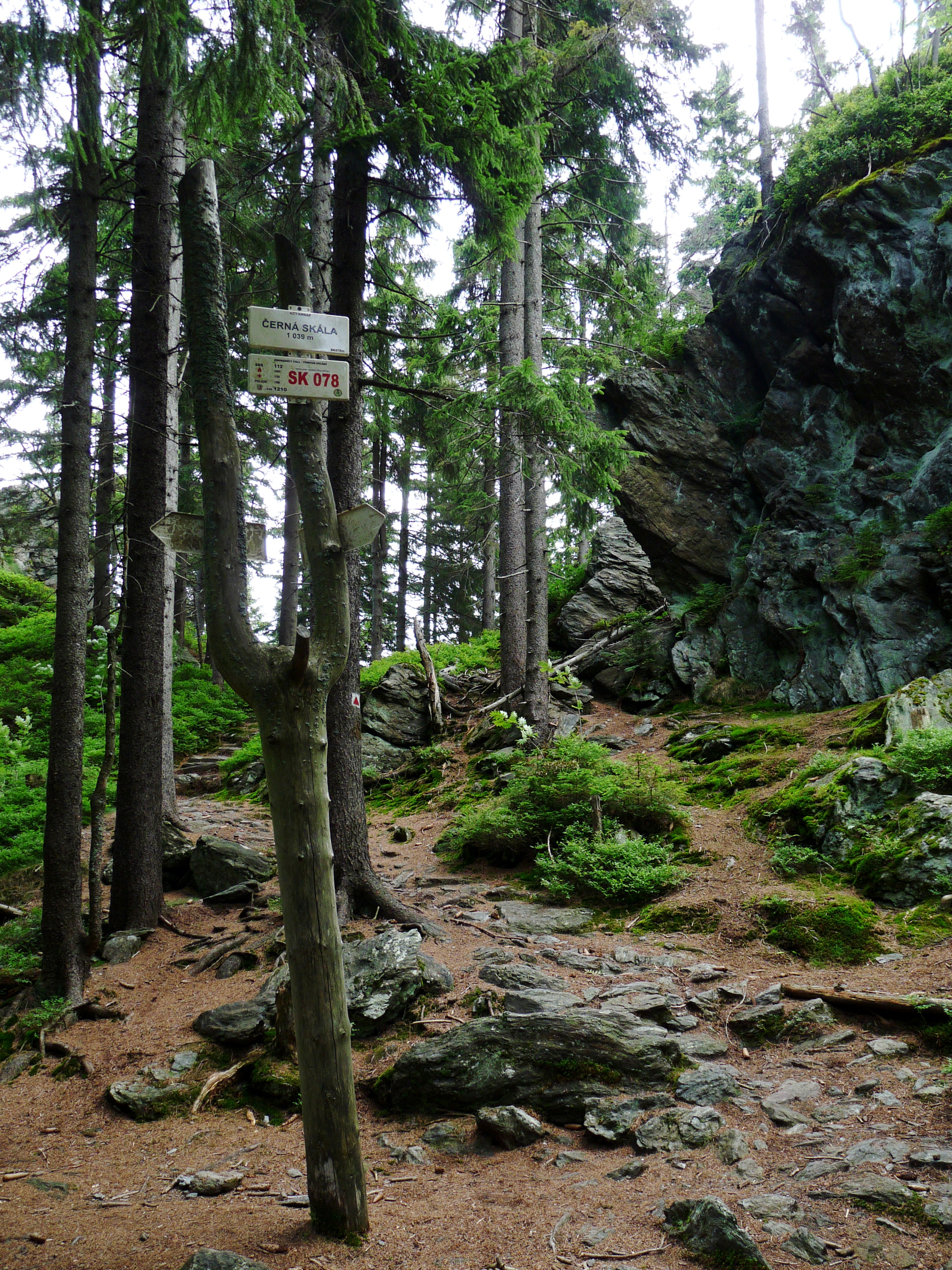
Turistické označení
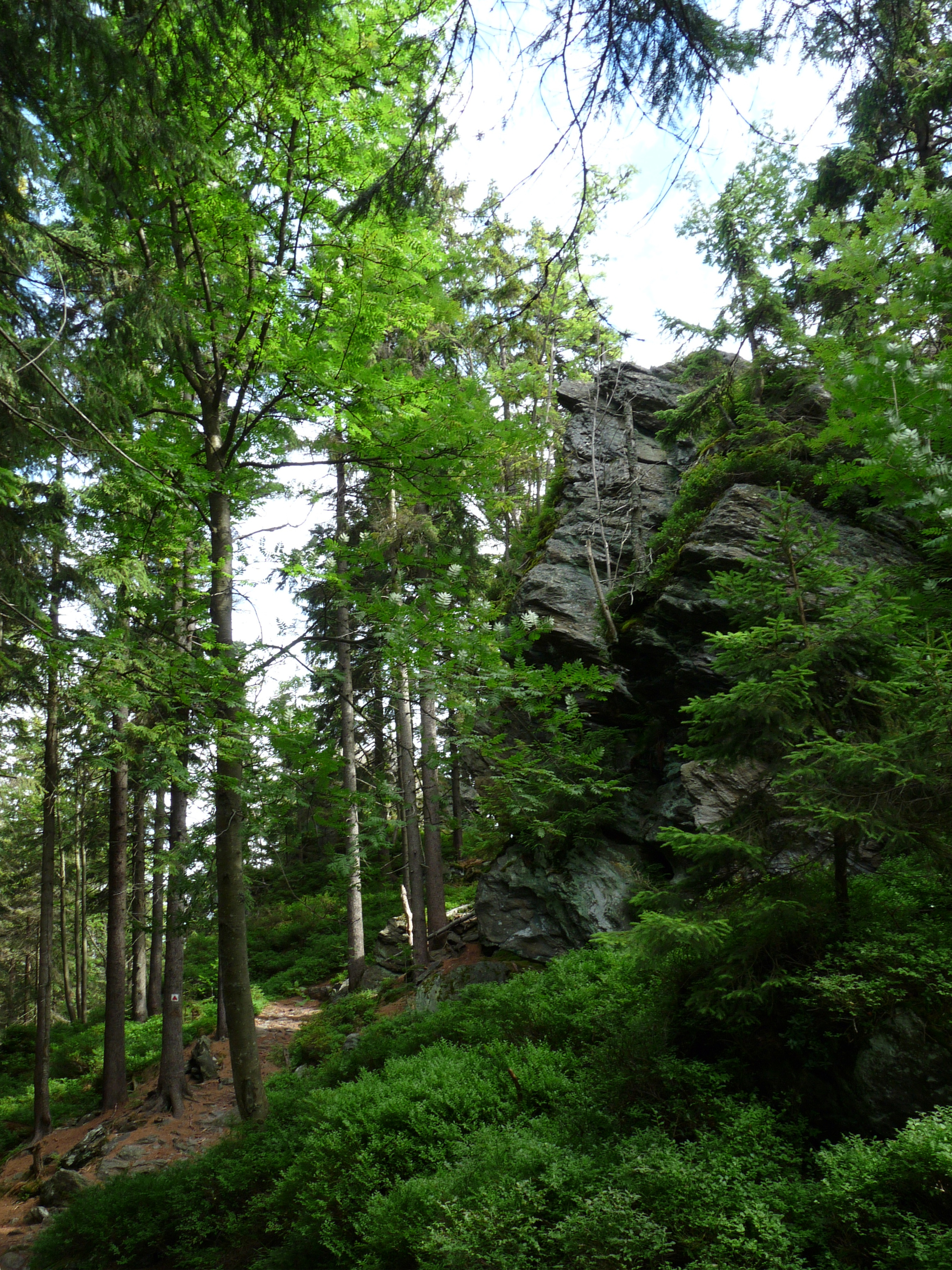
Pohled na Černou skálu
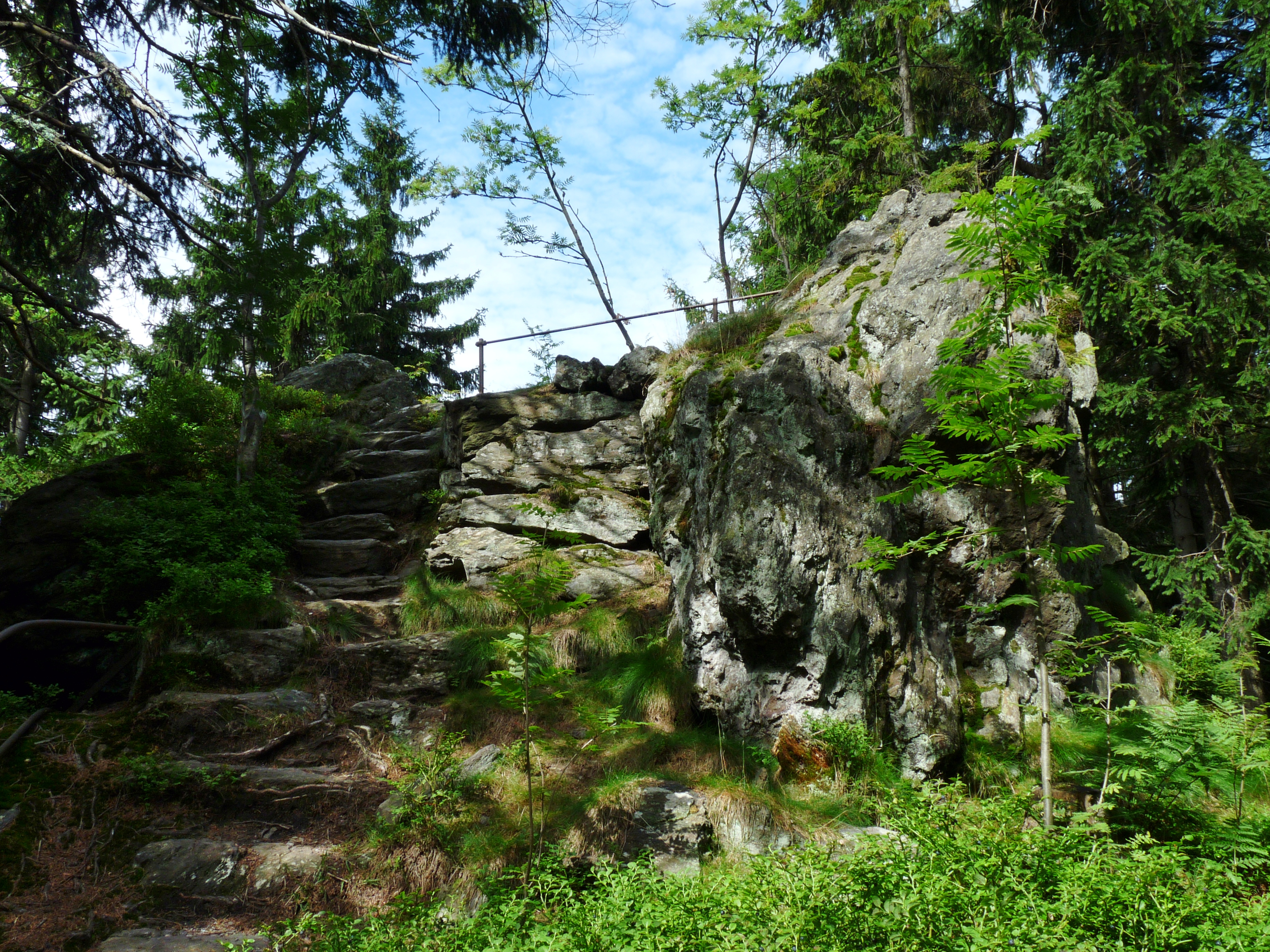
Vrchol skály